# Senyoria d'Illa Jordà
La senyoria de l'Illa Jordà (mala adaptació de la forma francesa L'Isle-Jourdain, en occità L'Isla de Baish) fou una jurisdicció feudal d'Occitània a França, que va esdevenir comtat des de vers el 1345 fins al 1375

## Llista de senyors de l'IIla
- Odó c. 1000-1038
- Ramon I (fill) 1038-1089
- Jordà I (fill) 1089-1132
- Bernat I (fill) 1132-?
- Jordà II (fill) ?-1195 (vescomte de Gimois)
- Jordà III (fill) 1196-1205 (vescomte de Gimois i senyor de Terrides)

## Llista de Barons de l'Illa Jordà
- Bernat II Jordà (fill) 1205-1228
- Bernat III (fill) 1228-1240
- Jordà IV (fill) 1240-1271
- Jordà V (fill) 1271-1303 o 1306 (senyor de Casaubon i Cornillan)
- Bernat IV Jordà (fill) 1303 o 1306-1340

## Llista de comtes de l'Illa Jordà
- Bertran I (fill) 1340-1349
- Joan Jordà I (fill) 1349-1365
- Bertran II (fill) 1365-1369
- Joan Jordà II (fill de Bertran I) 1369-1375 (senyor de Clermont-Soubiran)
- a França 1375
- Jordà VI (fill de Joan Jordà II) 1375-1405.
- Venuts els drets a la corona francesa el 1405.